# Campo di Gardolo
Il campo di Gardolo è stato un campo di prigionia, ora completamente distrutto, situato in Trentino durante la prima guerra mondiale. Esso era sotto il controllo delle truppe austroungariche e aveva lo scopo di ospitare i prigionieri di guerra degli eserciti avversi, principalmente l'esercito russo, italiano, serbo e rumeno. Fu ideato e costruito all'inizio del 1916 nella Valle dell'Adige, precisamente a sud di Gardolo nella località "Paiari",  dove oggi si trovano la ferrovia e la strada statale del Brennero, tra la linea di guerra difensiva e il paese.
All'epoca molti soldati austro-ungarici e Sudtirolesi (Trentini) si stabilirono a Gardolo, furono ospitati nelle case dei contadini e parte delle scuole, che venivano ancora parzialmente utilizzate per l'istruzione; durante questo periodo il nome del paese venne "germanizzato" con il soprannome "Wart" (luogo in cui si aspetta).
Durante la prima guerra mondiale, di fronte all'ingente numero di prigionieri di guerra, i Paesi coinvolti nel conflitto si trovarono costretti a passare dall'uso di depositi allestiti in strutture preesistenti, come caserme e fortezze, alla costruzione di campi di concentramento seguendo standard più moderni, edificando insiemi di baracche in legno o in pietra.
Dal punto di vista economico, i prigionieri di guerra divennero un'importante risorsa per lo sforzo bellico e il lavoro divenne obbligatorio per tutti loro. Questo passaggio avvenne in maniera graduale per il timore di compromettere l'utilizzo della manodopera locale, ma ben presto si sviluppò un vero e proprio sistema organizzato di lavoro forzato dove i prigionieri vennero impiegati nel settore militare, industriale e agricolo. 
A seguito dell'intensificazione degli sforzi bellici, i prigionieri vennero poi sollevati dai loro incarichi nel settore economico per venire impiegati esclusivamente a fini militari, come manodopera in zona di guerra.

## Costruzione
Fino a quel momento era stato possibile gestire la scarsa affluenza dei prigionieri in Tirolo senza dotarsi di apposite strutture e contando solo sull'azione di controllo degli Standschützen e della gendarmeria. Quando però l'esercito austriaco decise di intraprendere la Strafexpedition (spedizione punitiva) utilizzando il confine tra Veneto e Trentino, in particolare l'Altopiano dei Sette Comuni, come avamposto militare, il numero di prigionieri, soprattutto italiani, aumentò esponenzialmente. Per questo motivo i prigionieri serbi e russi che si trovavano sul territorio vennero impiegati nella costruzione di campi come quello di Gardolo, che permisero alle autorità imperiali un maggior controllo sui loro prigionieri di guerra. Esso era strettamente necessario poiché, a differenza dei prigionieri provenienti dai territori dell'Europa del nord est, che non sapevano orientarsi o sopravvivere in un ambiente come le valli trentine e quindi venivano facilmente identificati e riportati nei campi da civili o dalle autorità competenti, i prigionieri italiani conoscevano meglio la lingua e il territorio ed erano alimentati dalla speranza della vicinanza con il fronte e con i loro compatrioti. La maggioranza dei soldati italiani perciò stazionò nel campo di Gardolo solo per poco, prima di venire allontanati dal Trentino e essere mandati in Tirolo del Nord, nel Vorarlberg, a Vienna o in Ungheria, dove il fronte italiano sarebbe stato lontano e non ci sarebbe stata la possibilità di una fuga di informazioni.
I lavori iniziarono nel 1916, vennero demolite le case dei civili per fare spazio e vennero costruite nuove baracche di legno per i prigionieri, munite di un acquedotto e di luce ed un ospedale, il tutto circondato da una rete metallica per delimitare la zona ed evitare fughe. 
L'acquedotto venne progettato a fine 1917 e il progetto fu ultimato all'inizio del 1918; da una valle limitrofa, la "Valle della Loggetta", arrivava fino al campo una conduttura di ferro interrata un metro sotto il suolo; nella costruzione vennero impiegati non solo compagnie militari apposite, ma anche i prigionieri stessi, sollecitati dal comune a finire i lavori nel minor tempo possibile, per non prolungare l'attesa dei contadini che aspettavano la fine dei lavori per iniziare a lavorare nei campi. L'energia elettrica arrivava attraverso una linea di alta tensione da Trento e successivamente veniva trasformata attraverso una stazione apposita dietro la Chiesa.

## I prigionieri
Il campo era una stazione provvisoria per i prigionieri, che ci rimanevano circa 40 giorni, per poi essere distribuiti nei vari altri campi in tutto l'Impero Austro-Ungarico.
Vi transitarono oltre 100.000 prigionieri, di molte nazionalità diverse, tra cui italiana, russa, serba, rumena: ci sono testimonianze anche di due aviatori inglesi.
Nell'estate del 1916 fu raggiunta la capienza massima, quando sui Piani di Asiago vennero catturati e poi imprigionati 2000 italiani.
Nell'autunno del 1917 invece, ci morirono 58 prigionieri russi e 11 italiani.
Nello stesso anno vennero aggiunti 1000 posti letto grazie ad una "sezione sanitaria" per i prigionieri di guerra malati.

## La vita nel campo di prigionia di Gardolo
La vita nel campo di Gardolo non era facile per i prigionieri, che erano denutriti e godevano di una scarsa igiene e protezione dagli agenti atmosferici, in particolare a causa della rigidità degli inverni montani in Trentino. 
Oltre ad occuparsi dei lavori di manutenzione del campo, essi erano richiesti da privati cittadini o imprese locali per lavorare i campi, oppure erano impiegati nella costruzione di edifici pubblici o strade (tuttora, come evidenziato dalla SAT nel 2012 in una conferenza internazionale di storiografia che ha avuto sede a Merano con un ampio riscontro a livello internazionale, le strade che vengono utilizzate quotidianamente in Trentino si basano sui primi tracciati realizzati dai prigionieri). 
Spesso i contadini prelevavano dei prigionieri dal campo, solitamente a gruppi di otto-dieci persone, per lavorare il terreno che si trovava davanti alla linea difensiva o terre lasciate libere dai proprietari sfollati; ogni detenuto costava 16 centesimi al giorno, e i gruppi erano accompagnati da una guardia che costava sette volte tanto. Sia le guardie che i prigionieri avevano l'obbligo di non relazionarsi con gli abitanti del posto e specialmente con le donne; i contadini dovevano trattare bene gli internati nei campi, fornire cibo e controllare che non fuggissero dal posto di lavoro.
Nel 1918, a causa delle poche risorse alimentari, le campagne circostanti il campo vennero saccheggiate sia dai detenuti che dai militari, che rubarono tutto quello che era a disposizione nei campi, ovvero patate, grano e animali da cortile.
In aggiunta a ciò piccoli gruppi di prigionieri venivano spostati vicino al fronte per lavorare a servizio delle truppe stanziate lungo il confine, svolgendo mansioni come la costruzione di teleferiche, o direttamente per il trasporto a braccia dei viveri e degli utensili necessari.

## La sorveglianza del campo e la sua importanza storica
A guardia dei prigionieri del campo di Gardolo in quel periodo si potevano trovare gli Standschützen trentini del reparto di guardia e della riserva di Trento e il battaglione della milizia territoriale nº407. Grazie ai documenti bellici, di cui si possono trovare delle copie nell'ex archivio comunale di Gardolo, e alle fotografie realizzate da questi soldati, in particolare dal maresciallo boemo addetto alle fortificazioni Otto Kraliczek, che diresse i lavori di costruzione, noi oggi possiamo ricostruire con precisione la memoria storica del campo di prigionia di Gardolo.

## Dopoguerra

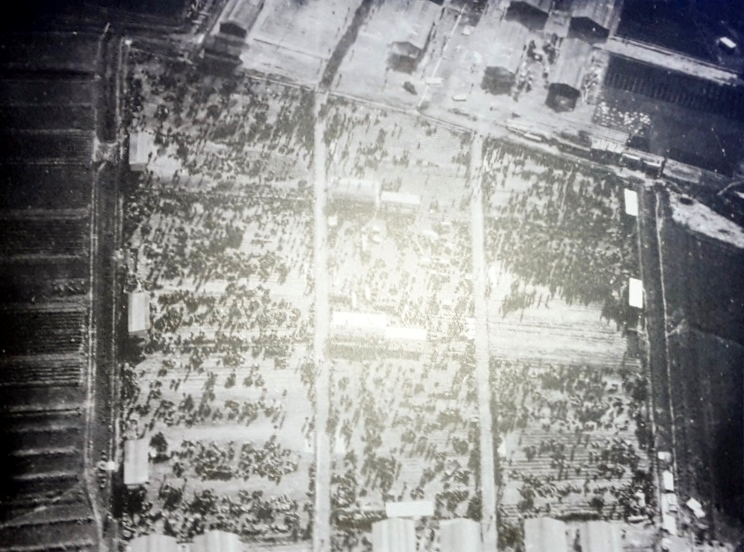
Gardolo prigionieri

Dopo la fine della guerra il campo fu utilizzato dagli italiani come ospedale e per imprigionare i soldati trentini dell'impero asburgico, dove subirono umiliazioni e abusi e percosse in quanto traditori della loro Patria ma che i Trentini non appartenevano in quando Tirolesi, che avevano la possibilità di essere liberati solo se un comandante italiano lo avesse permesso, molti finirono nel campo di concentramento sull'isola  di Maddalena dove vennero uccisi
Nel maggio del 1919 nel campo si trovavano ancora troppi prigionieri e per questo si decise di costruirne uno ulteriore più a nord, nella località di Lamar, di 50.000 metri quadri; gli uffici rimasero comunque nel campo sito in località Paiari.
La nuova direzione dei campi in quell'anno usò molta energia elettrica, sia per il riscaldamento sia per metterla a disposizione dei contadini nelle campagne circostanti; a riprova di questo si può menzionare un episodio avvenuto sempre nel 1919,quando un bue restò folgorato dopo aver toccato un filo abusivo della corrente. Dopo questo fatto, il comune tagliò tutti i fili abusivi e raccomandò alla direzione di consumare energia in minor quantità.
Dopo essere stato svuotato dai prigionieri, il campo perse la sua funzione iniziale, e servì per ospitare famiglie locali bisognose che avevano perso la casa o che la stavano ricostruendo.
Infine tra il 1923 e il 1924 le baracche vennero completamente distrutte e quello che una volta era un campo di prigionia, divenne nuovamente una campagna.